# Закон соответственных состояний
Закон соответственных состояний гласит, что все вещества подчиняются одному уравнению состояния, если это уравнение выразить через приведённые переменные. Этот закон является приближённым и позволяет достаточно просто оценивать свойства плотного газа или жидкости с точностью порядка 10—15 %. Первоначально был сформулирован Ван дер Ваальсом в 1873 году.

## Формулировка
Закон соответственных состояний гласит, что все вещества подчиняются одному уравнению состояния, если это уравнение выразить через приведенные переменные. Приведённые переменные выражаются следующим образом через значения соответствующих переменных в критической точке:
{\displaystyle p_{r}={\frac {p}{p_{c}}},\;\;\;V_{r}={\frac {V_{m}}{V_{m,c}}},\;\;\;T_{r}={\frac {T}{T_{c}}},}
где {\displaystyle p,\;V_{m},\;T} соответственно давление, молярный объём и температура. Так как равновесное состояние системы можно описать любыми двумя из этих трех переменных, то согласно закону соответственных состояний любая безразмерная комбинация есть универсальная функция двух каких-либо приведённых переменных:
{\displaystyle {\frac {pV_{m}}{RT}}=F(V_{r},T_{r}),}
для реальных систем обычно удобнее следующая форма:
{\displaystyle {\frac {pV_{m}}{RT}}=z(p_{r},T_{r})},
{\displaystyle F,z} — универсальные функции. Безразмерная величина {\displaystyle {\frac {pV_{m}}{RT}}} носит название коэффициента сжимаемости. В критической точке коэффициент сжимаемости {\displaystyle {\frac {p_{c}V_{m,c}}{RT_{c}}}=F(1,1)}, то есть одинаков для всех веществ.

## Границы применимости и теоретическое обоснование закона
О точности закона можно судить по значению критического коэффициента {\displaystyle {\frac {p_{c}V_{m,c}}{RT_{c}}}}. Если бы закон соответственных состояний выполнялся абсолютно точно, то этот коэффициент был бы одинаков для всех веществ. Экспериментальные значения критического коэффициента для разных веществ приведены в таблице. Для простых сферических молекул он приближается к {\displaystyle 0{,}292}, а для ряда углеводородов — к {\displaystyle 0{,}267}. Логично предположить, что уравнения состояния для этих классов веществ различаются.
Питцер (Pietzer)

привел список допущений, при которых справедлив закон соответственных состояний. Этот список позднее уточнил Гуггенхайм (Guggenheim):

1. Справедлива классическая статистическая механика, то есть различие между статистиками Ферми — Дирака и Бозе — Эйнштейна пренебрежимо мало, явлением квантования поступательных степеней свободы также можно пренебречь.
2. Молекулы сферически симметричны либо в истинном смысле, либо благодаря быстрому и свободному вращению.
3. Внутримолекулярные степени свободы не зависят от объёма, приходящегося на одну молекулу.
4. Потенциальная энергия является функцией только различных межмолекулярных расстояний.
5. Потенциал взаимодействия частиц является парным и выражается в виде {\displaystyle \varepsilon f\left({\frac {r}{\sigma }}\right)}, где {\displaystyle f} — универсальная для всех веществ функция.

Первое требование выполняется при условии {\displaystyle {\sqrt {mk_{B}T}}\cdot v^{1/3}\gg h}, где {\displaystyle m} — масса молекулы, {\displaystyle v} — объём, приходящийся на одну молекулу. Таким образом, закон соответственных состояний плохо отражает поведение водорода, гелия и в некоторой степени даже неона. Второе условие ограничивает применимость закона для твёрдой фазы веществ двухатомных и многоатомных молекул. Условия 2-4 исключают вещества с дипольными моментами, металлы и вещества, способные образовывать водородные связи. Используя пятое условие, можно вывести закон соответственных состояний.
Как известно, давление можно выразить через конфигурационный интеграл, тем самым получив уравнение состояния:
{\displaystyle p=k_{B}T{\frac {\partial }{\partial V}}\ln \int \exp \left[-{\frac {\Phi ({\boldsymbol {r}}^{N})}{k_{B}T}}\right]\,\mathrm {d} {\boldsymbol {r}}^{N}\,,}
где {\displaystyle \Phi ({\boldsymbol {r}}^{N})=\sum _{i<j}\varepsilon f\left(r_{ij}/\sigma \right)}. Таким образом, в нашем случае давление будет зависеть только от температуры, объема, двух параметров {\displaystyle \varepsilon } и {\displaystyle \sigma }, входящих в парный потенциал, а также вида самой функции {\displaystyle f}. Введя безразмерные переменные
{\displaystyle p^{*}={\frac {p\sigma ^{3}}{\varepsilon }},\;\;\;V^{*}={\frac {V}{N\sigma ^{3}}},\;\;\;T^{*}={\frac {k_{B}T}{\varepsilon }}\;\;\;}
и проанализировав размерности, получим, что приведенное давление есть некая универсальная функция приведённых объёма и температуры:
{\displaystyle p^{*}=p^{*}(V^{*},T^{*})}.
Из такой записи и определения критической точки следует, что критические значения {\displaystyle p^{*},\;V^{*},\;T^{*}} являются универсальными постоянными. Таким образом, доказана справедливость закона соответственных состояний в рамках сделанных допущений.